# Dominique Wilson
Dominique Jazzmin Wilson (ur. 17 kwietnia 1994 w Powder Springs) – amerykańska koszykarka występująca na pozycjach rozgrywającej lub rzucającej.
8 listopada 2018 dołączyła do Widzewa Łódź.
19 kwietnia 2019 została zawodniczką Las Vegas Aces. 12 maja 2019 opuściła klub, jeszcze przed rozpoczęciem sezonu.
12 lipca 2021 dołączyła do Ślęzy Wrocław. 12 stycznia 2022 rozwiązała kontrakt.
Jej ojciec Damon grał w futbol amerykański na uczelni Georgia Tech.

## Osiągnięcia
Stan na 27 lutego 2022, na podstawie, o ile nie zaznaczono inaczej.
NCAA
- Uczestniczka II rundy turnieju NCAA (2017)
- Laureatka Peanut Doak Award (2015 dla najlepszej nowo-przybyłej zawodniczki)
- Zaliczona do:
  - I składu ACC (2017)
  - II składu ACC (2016)
  - IV składu College Sports Madness All-ACC (2015)
- Zawodniczka tygodnia ACC (1.02.2016)

Drużynowe
- Brąz Pucharu Mistrzyń Afryki (2017)

Indywidualne
- Zaliczona do I składu:
  - Pucharu Mistrzyń Afryki (2017)
  - kolejki EBLK (6 – 2021/2022)[7]
- Liderka strzelczyń:
  - Pucharu Mistrzyń Afryki (2017)
  - EBLK (2019)